# 5892 Milesdavis
5892 Milesdavis eller 1981 YS1 är en asteroid i huvudbältet som korsar Mars omloppsbana. Den upptäcktes 23 december 1981 av Purple Mountain-observatoriet i Nanjing, Kina. Den är uppkallad efter den amerikanske jazzmusikern Miles Davis.
Asteroiden har en diameter på ungefär 4 kilometer.